# Tektonische Säule

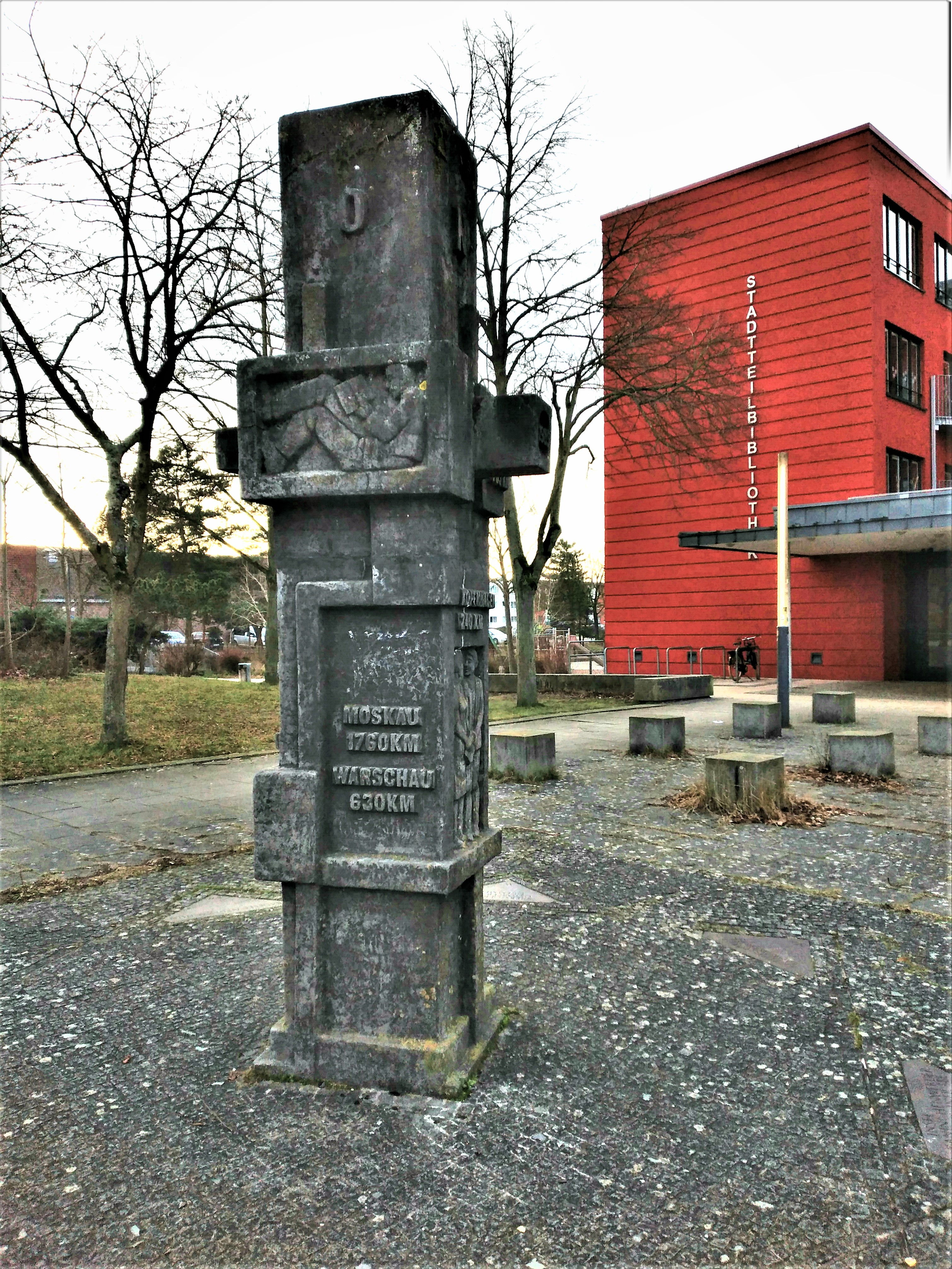
Tektonische Säule von August Martin Hoffmann, auch Postsäule genannt, 1985

Die tektonische Säule, auch „Postsäule“ genannt, ist eine Plastik auf dem Großen Dreesch am Berliner Platz in Schwerin. Die Plastik entstand 1983–1985. Die tektonisch aufgebaute Säule symbolisiert eine Post- oder Distanzsäule mit den vier Himmelsrichtungen, weiterhin befinden sich Sinnbilder der brieflichen Austausches und der Literatur an den vier Seiten. Namen der umliegenden Ortschaften Schwerins sind in acht dreieckigen Stahlplatten in der Pflasterung um die Säule herum eingelassen.

## Geschichte und Beschreibung
Die tektonisch aufgebaute Säule wurde von August Martin Hoffmann entworfen. Die Schriftzeichen und Zahlen und einige Formelemente wurden von Bildhauerin Monika Hamann gefertigt. Am 22. Juni 1985 aus Anlass des 825. Stadtjubiläum Schwerins enthüllte man die Säule auf dem Großen Dreesch feierlich. Im Rahmen der Umgestaltung des Berliner Platzes bekam die Säule einen neuen Standort auf der Freifläche vor der Schweriner Stadtteilbibliothek, Tallinner Straße 4.
Die im Stil für Moderne gestaltete Betonsäule ist 3,7 Meter hoch und hat einen Durchmesser von 0,8 Meter. Sie gliedert sich in unregelmäßig aufgestapelte Quader und Würfel, die einmal vorspringend, einmal zurückgezogenen wirken. Die Rahmenformen sind teils mit Figuren besetzt. Ein Rahmen zeigt einen liegenden Mann, der in einem Buch liest, ein anderer Rahmen Frau und Mann, einen geschnürten Briefstapel haltend, dann eine Taube mit einem Brief im Schnabel und ein abstrakt dargestelltes lesendes, sich zugeneigtes Paar an einem Tisch. An der Nordseite ist die Jahreszahl 1985 in der einzig runden Form in einem Würfel erhaben eingelassen. Auf ebenen Flächen sind je nach Himmelsrichtung europäische Hauptstädte mit Kilometerentfernungen, wie an historischen Postsäulen üblich, in erhabenen Versalien aufgesetzt.
Diese Säule ist das letzte bedeutende Werk im Schaffen von August Martin Hoffmann, er starb 32 Tage nach den Aufstellung in Folge eines Autounfalles.

## Detailansichten

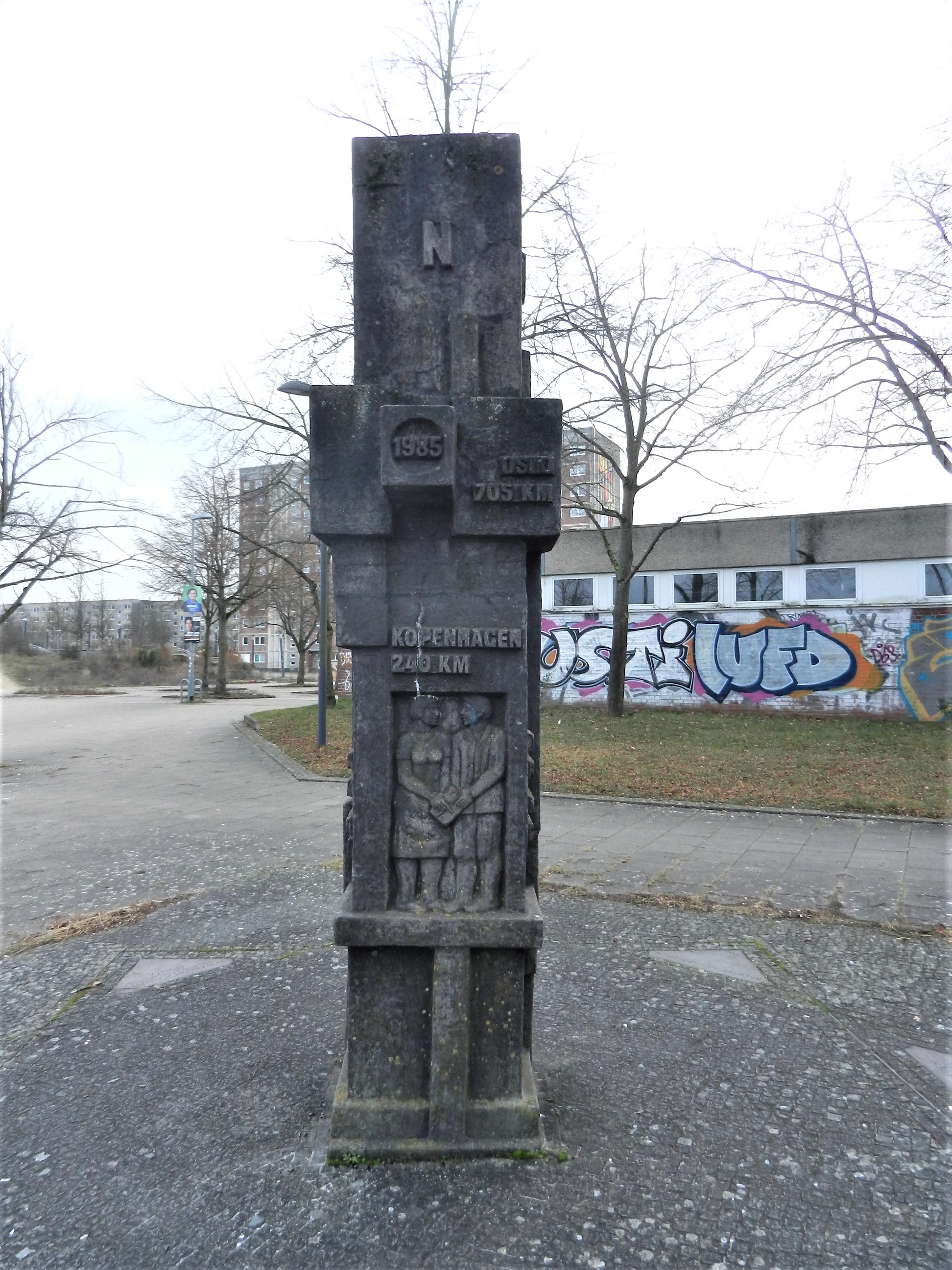
Nordseite
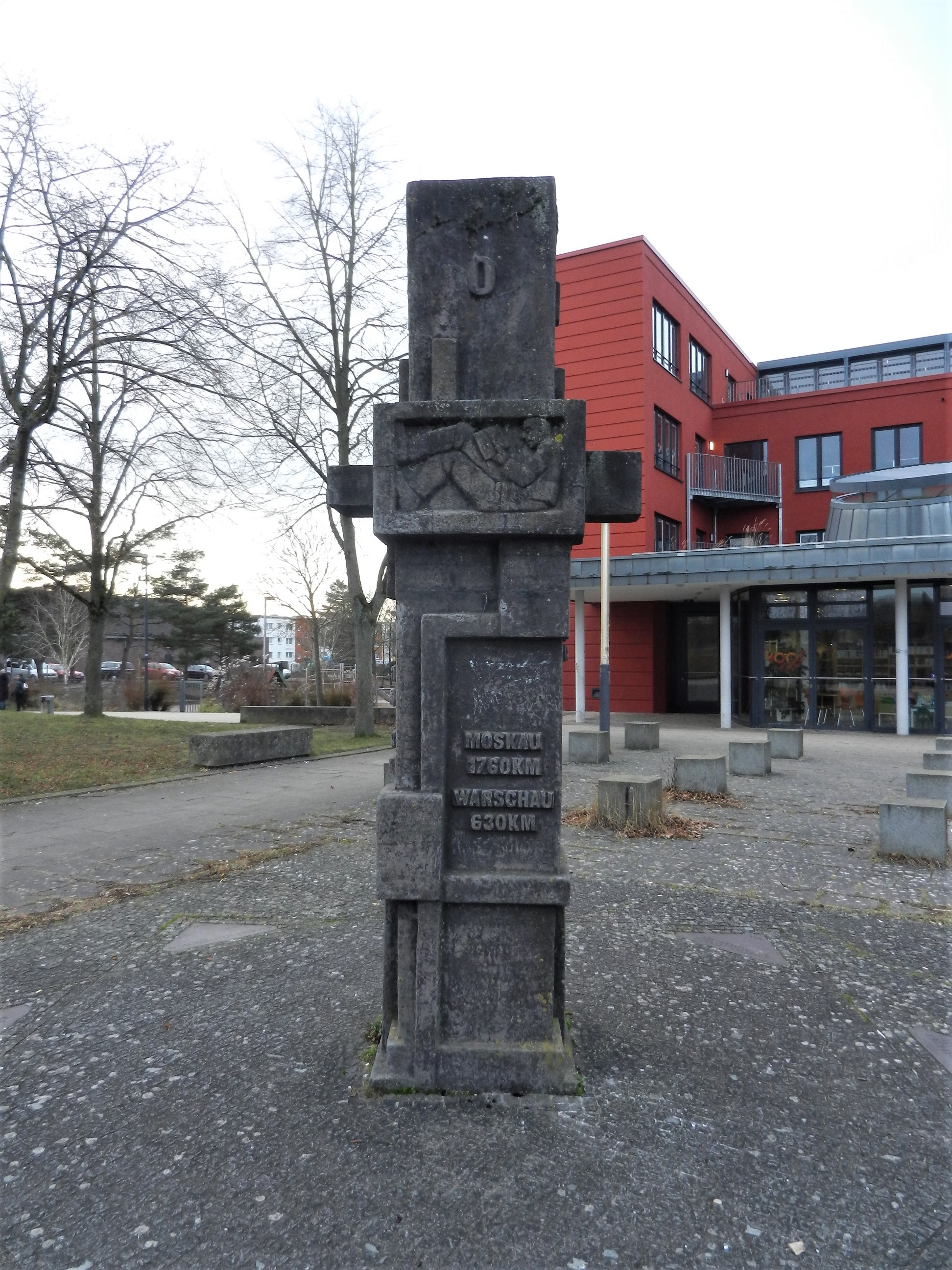
Ostseite
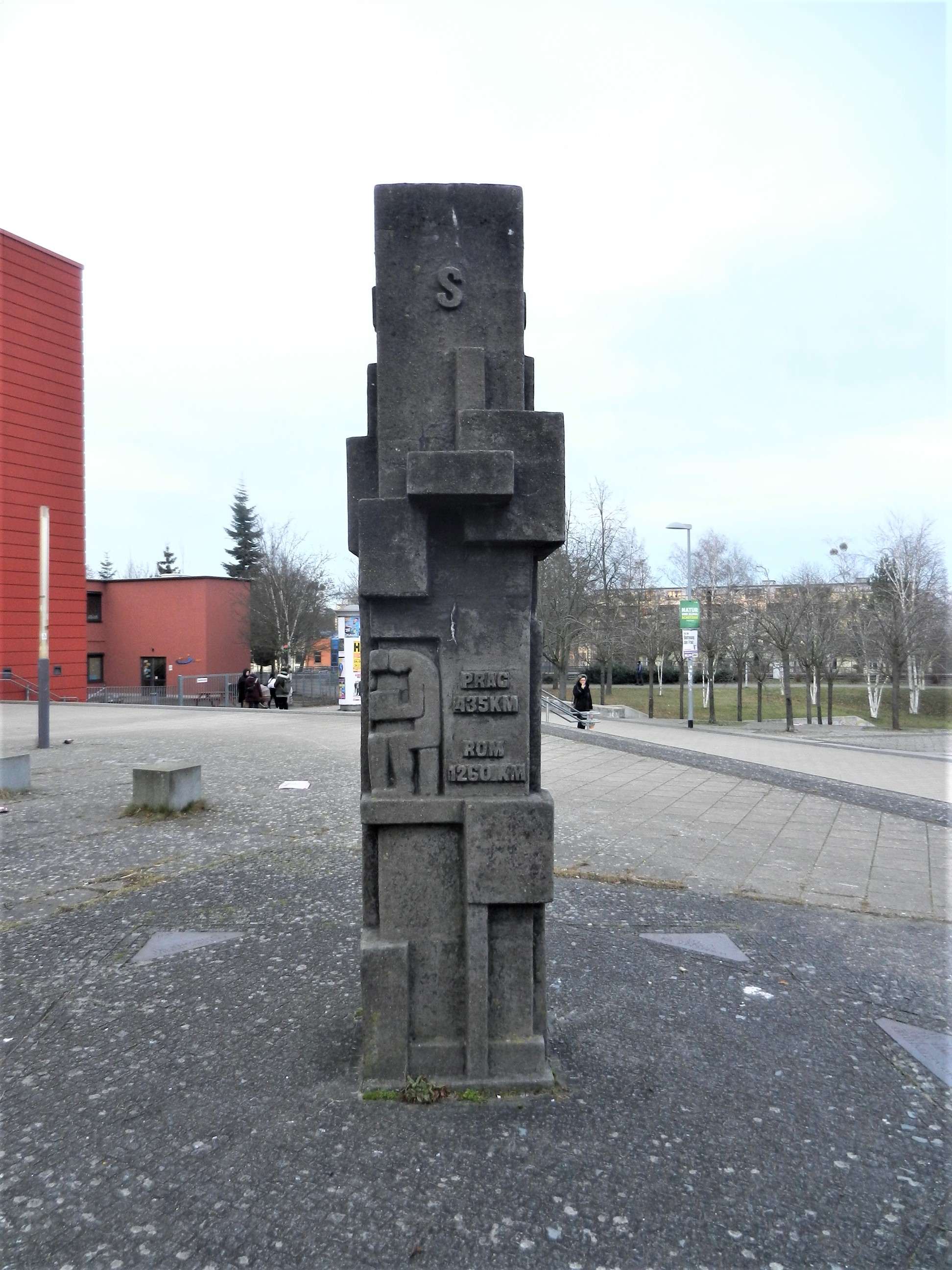
Südseite
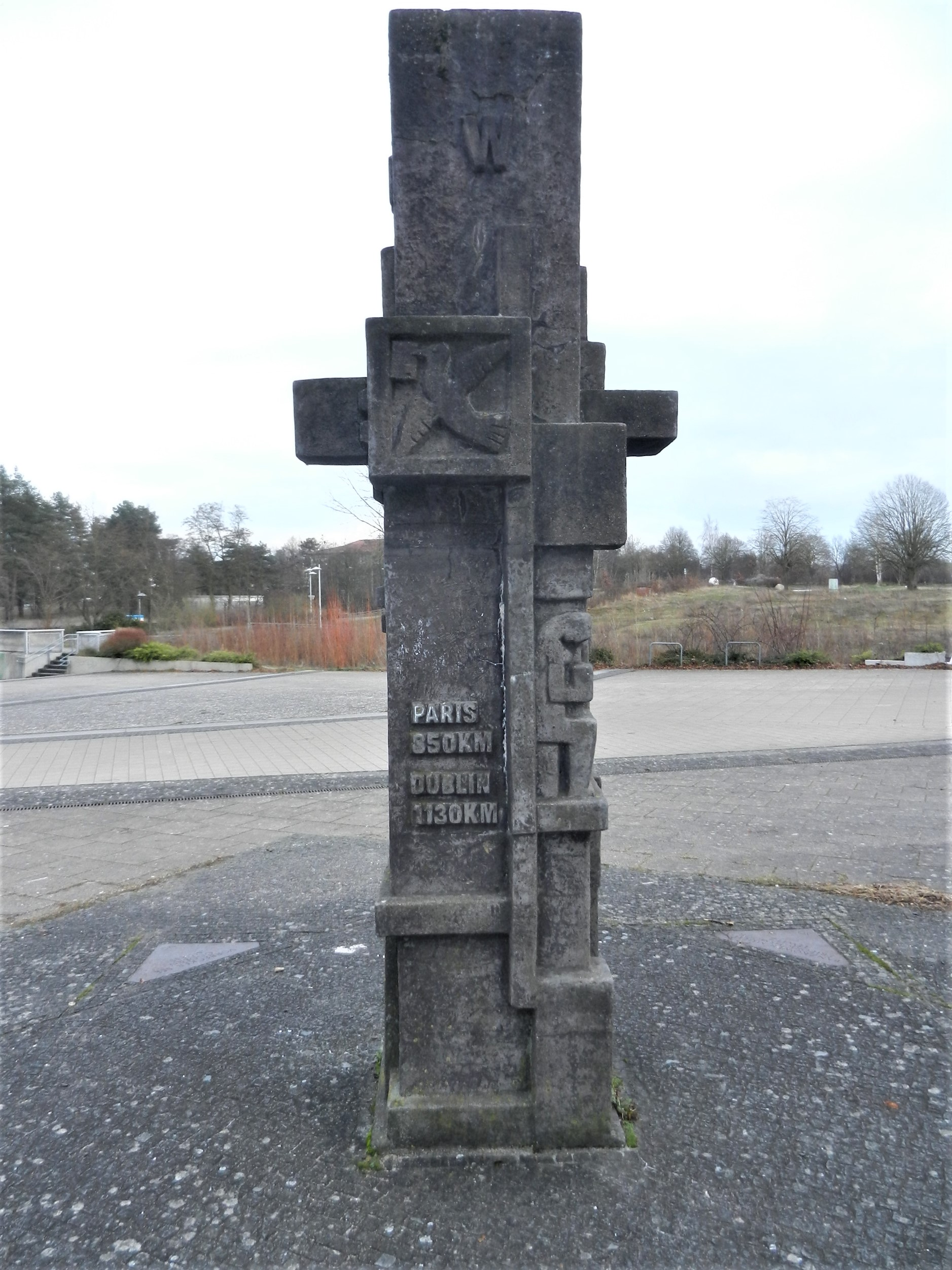
Westseite
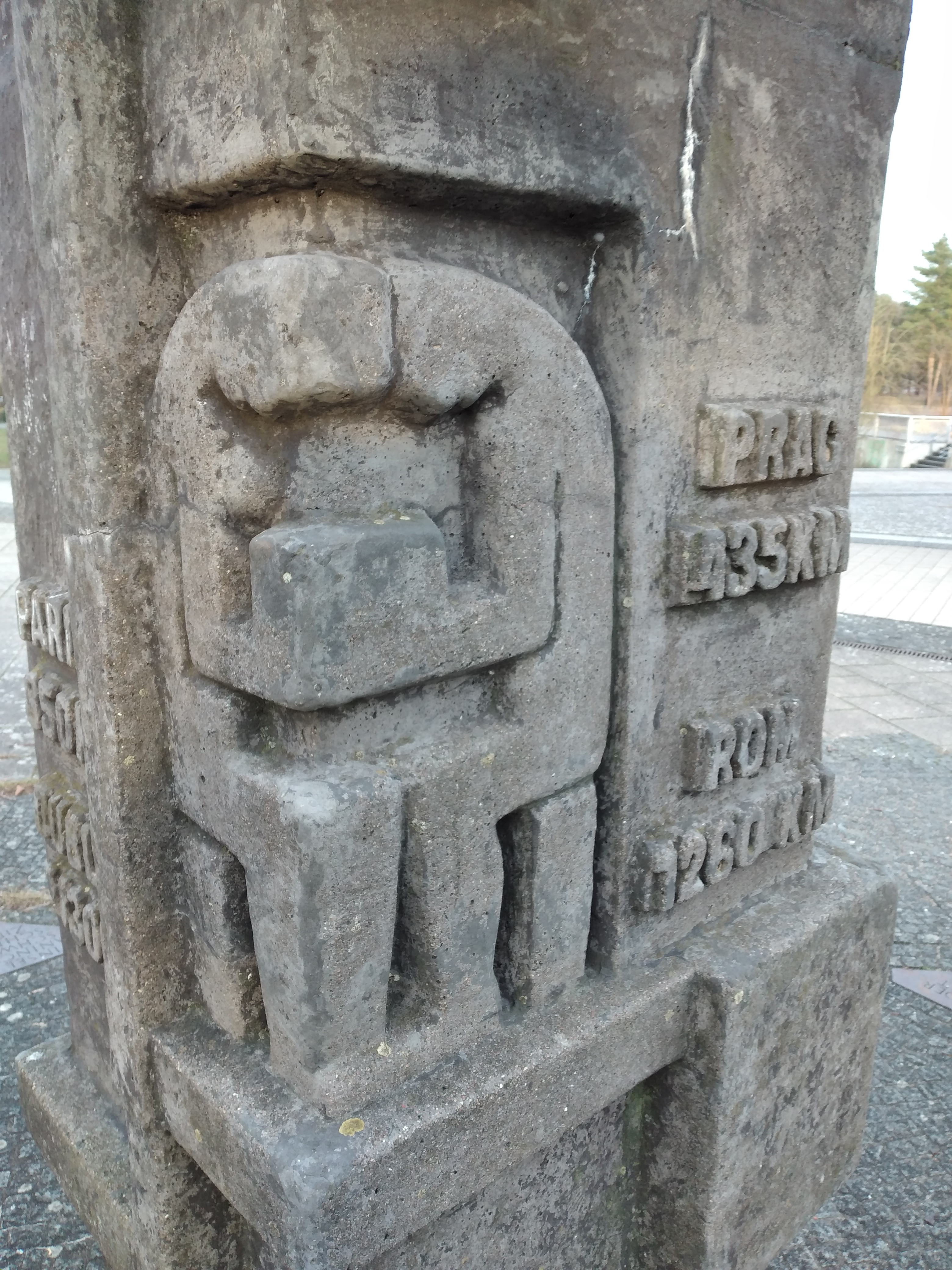
Schreibendes Paar
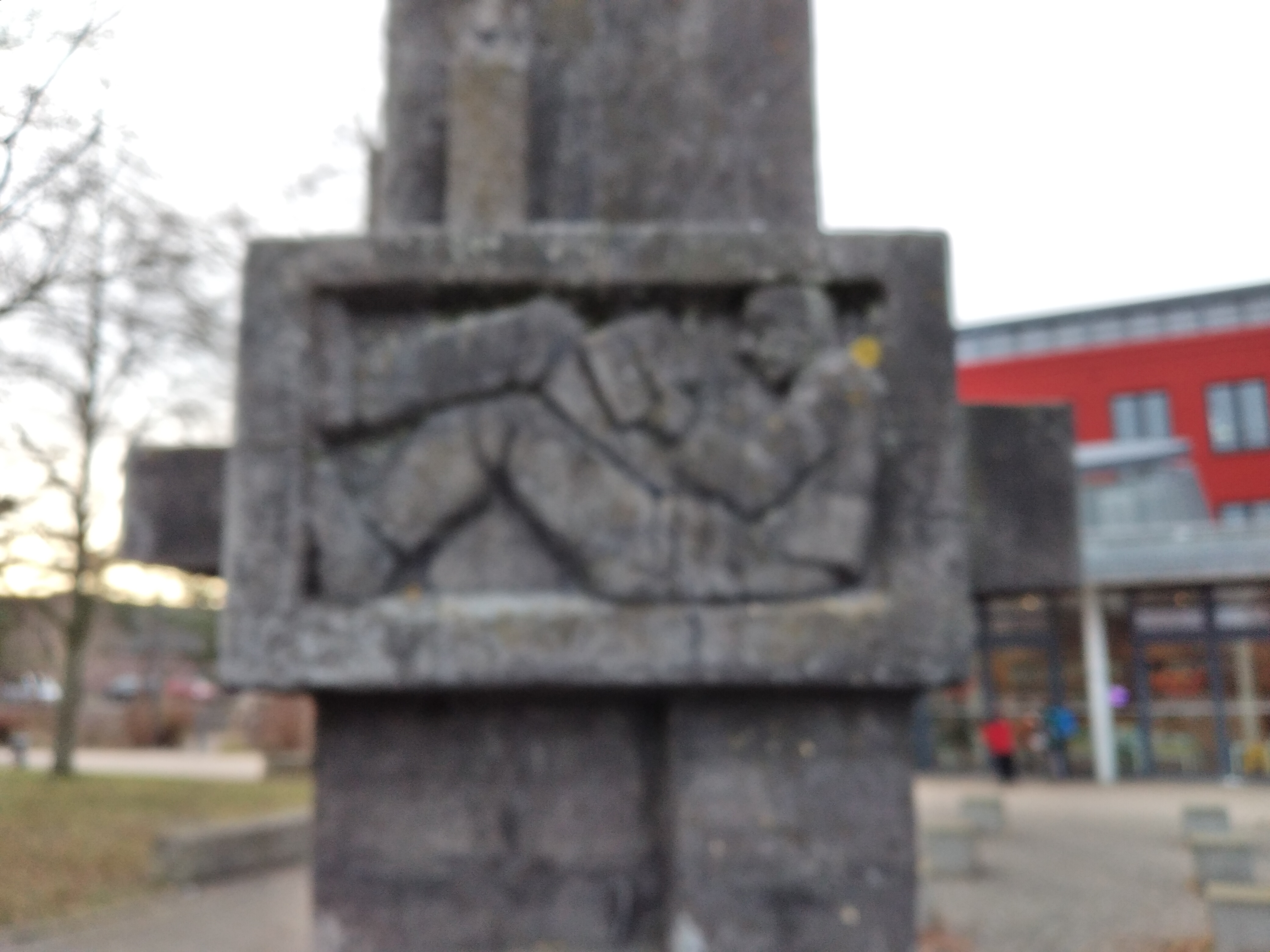
Lesender
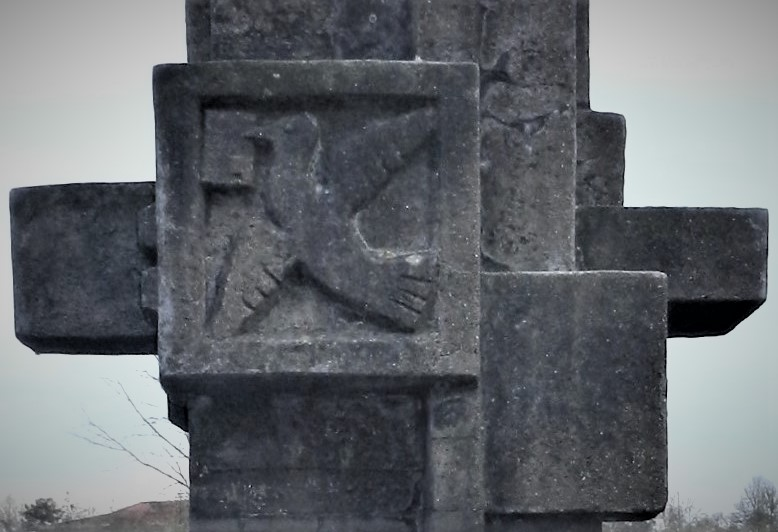
„Brieftaube“
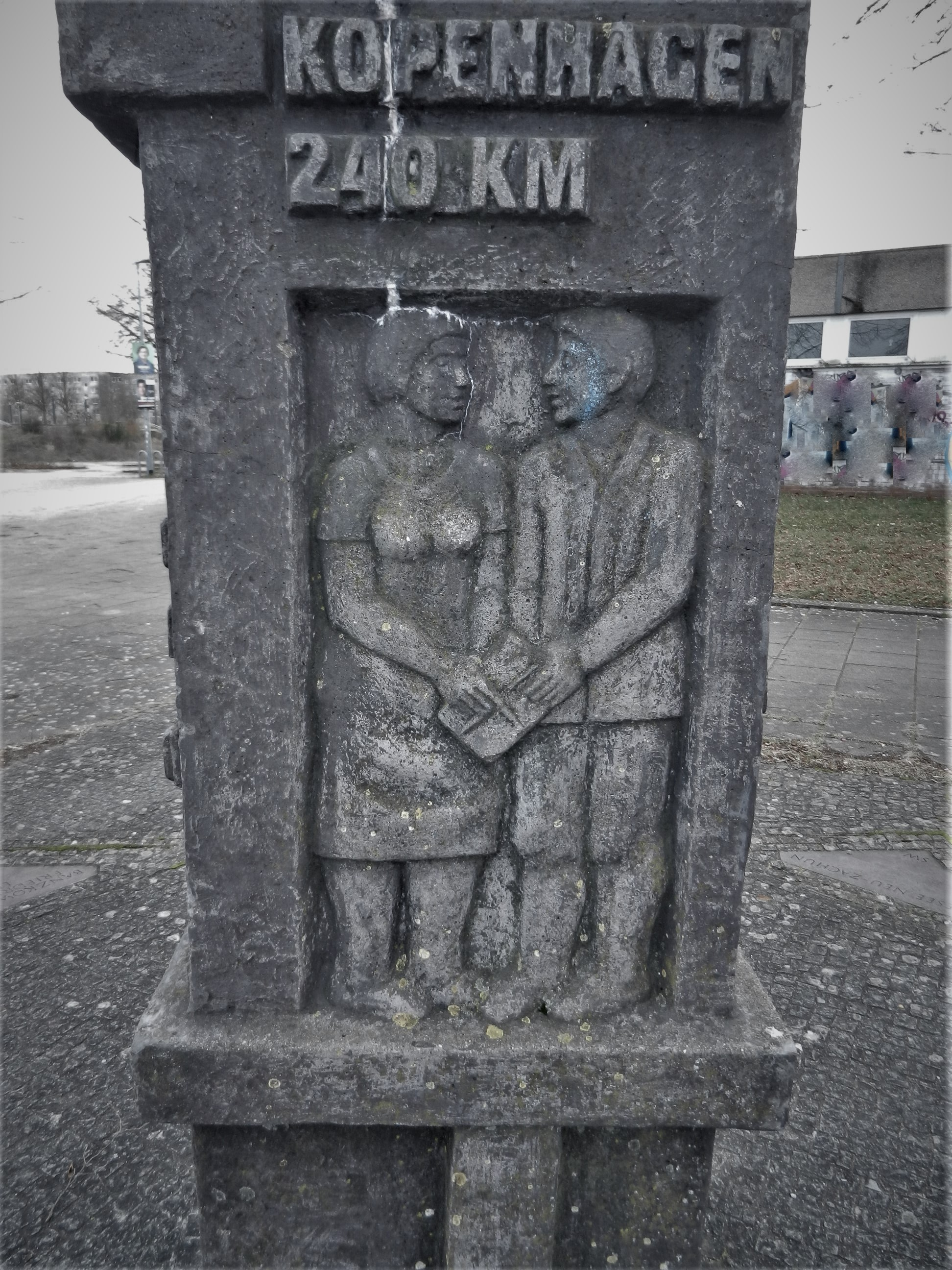
Paar mit Briefwechsel

## Neuzeitlicher Postmeilenstein und umliegende Orte
Die Säule wurde zur 825-Jahr-Feier der Stadt aufgestellt. In acht Himmelsrichtungen wurden beschriftete Bodenplatten mit den Namen von Orten, Seen und Freizeiteinrichtungen genannt.
Den in den 1970er Jahren neu erbauten Stadtteil Großen Dreesch mit dem Berliner Platz hatte man im Sinne der DDR-Kulturpolitik zum futuristischen „Neuen Zentrum“ gewählt.

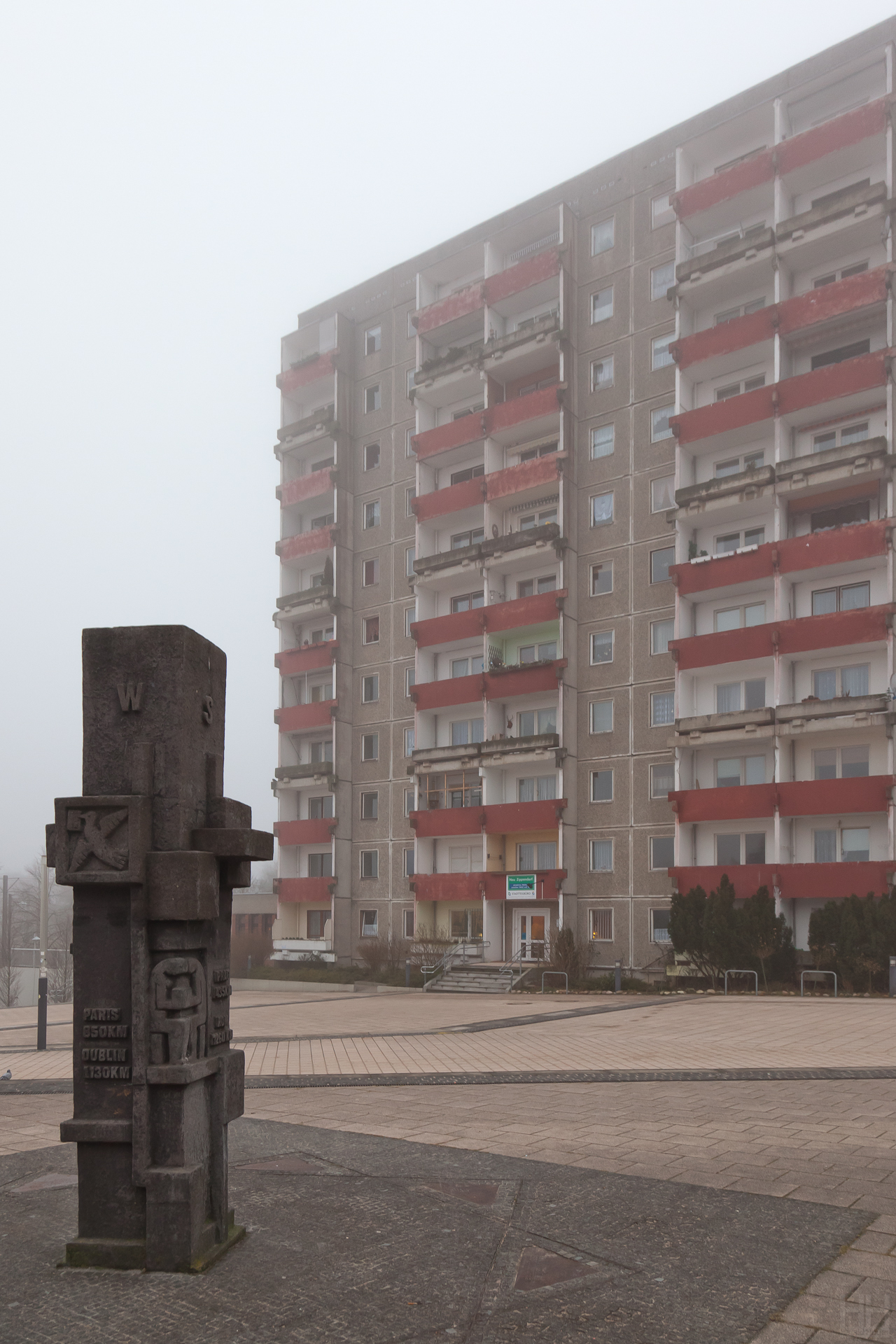
Standort der Säule am ehemaligen Hochhaus Rostocker Straße 6, seit 2004 Vorplatz der Stadtteilbibliothek

|  |                                             |  |
|  | Kompassrose, die auf Nachbargemeinden zeigt |  |
|  |                                             |  |